# ナガレコウホネ
ナガレコウホネ（流れ河骨、学名: Nuphar × flumininalis）は、スイレン科コウホネ属に属する植物。コウホネとシモツケコウホネの雑種である。

## 発見
新種として記載される以前は、シモツケコウホネともども、栃木県産のコウホネとして扱われてきた。最古の標本記録は1942年7月に栃木県河内郡明治村（現・上三川町）で採取されたものである。
新種として記載したのは志賀隆・角野康郎の両名で、2007年に発表した。志賀らはシモツケコウホネの調査過程で、コウホネやシモツケコウホネに似ているが、そのどちらでもないコウホネ属植物があることを発見し、分析を行った結果、コウホネとシモツケコウホネの間で交雑した新種であると結論付け、ナガレコウホネと命名した。

## 特徴
親種であるコウホネとシモツケコウホネの中間的な形態をとる。葉は沈水葉（水面下にある）で、やや幅広く、葉柄は楕円形、葉柄の断面は中実である。葉脈数は36 - 43である。
水中から10 cmほど茎をのばし、先端に直径3 - 5 cmほどの黄色い花を咲かせる。花は4月から12月まで咲き続けるが、見頃は9月である。花の柱頭盤は赤みを帯びる。雄蕊は花粉を放出すると大きく反り返る。果実はシモツケコウホネと同じく赤紫色を呈する。
花粉稔性・結実率は低く、種子から栽培するのは困難であるが、栄養繁殖によって増殖することができる。河川改修のために移植を行ったところ、群落の面積が6倍に拡大した例がある。また、コウホネやシモツケコウホネが繁茂しない、水位変動の激しい環境、例えば用水路にも適応できる。

## 分布
ナガレコウホネは栃木県南部から群馬県北部にかけて、13か所の標本記録が残っている。しかしながら2009年時点で自生が確認されたのは、栃木県佐野市から群馬県館林市にかけての地域、栃木県真岡市（2か所）、同県栃木市の4集団のみである。

### 流通株の産地特定
志賀隆らの研究チームは、インターネット通販でシモツケコウホネ、ナガレコウホネ、ナガバベニコウホネとして販売されていた植物を10株購入し、DNAを抽出してマイクロサテライトの遺伝子型を決定した。その結果、10株中9株がナガレコウホネであり、いずれも佐野市の自生種のクローンであることが判明した。
この分析結果は2011年に日本生態学会で発表されたほか、朝日新聞の全国版にも掲載された。遺伝子型を調べれば、どこから採取したかを明らかにできることを示したこの研究が発表された後、シモツケコウホネやナガレコウホネの名称で販売する業者はなくなり、盗掘抑止効果が発現した。

## 保全状況評価と保護活動

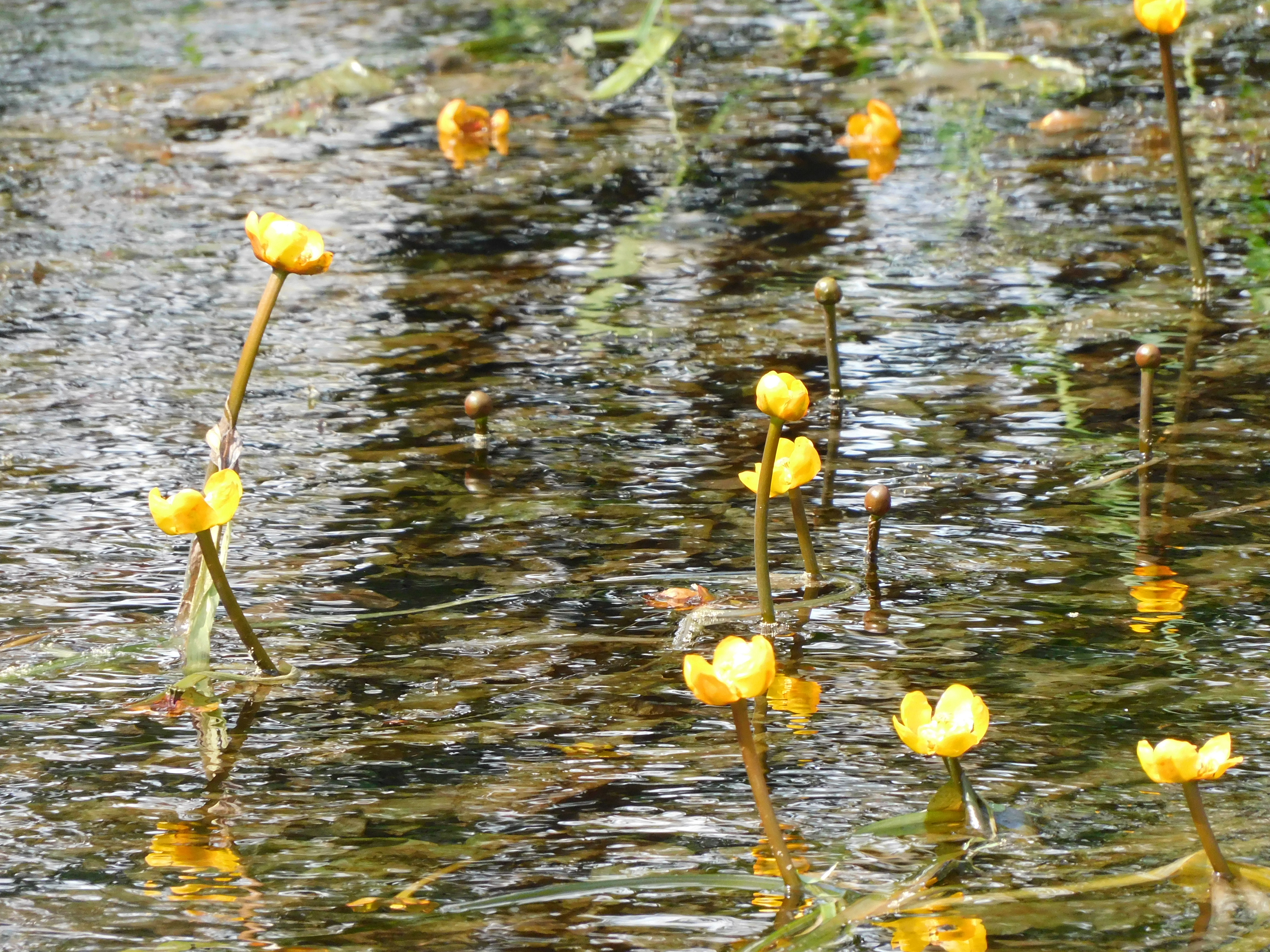
佐野市・菊沢川のナガレコウホネ群落

ナガレコウホネは栃木県のレッドデータブックで、絶滅危惧II類に指定されている。環境省のレッドデータブックでの指定は受けておらず、絶滅のおそれのある野生動植物の種の保存に関する法律（種の保存法）による保護対象ともなっていない。
佐野市の菊沢川では、「菊沢川の清流とコウホネを守る会」が保護活動を行っている。同会は2007年のナガレコウホネ発見を機に発足し、およそ30人の会員が、毎月川に入って藻を除去することでナガレコウホネを守っている。菊沢川は佐野市内を流れる一級河川で、河川改修が行れた際に、ナガレコウホネの群落の一部が移植された。
栃木市の仲仕上町では、有志が赤渕川とナガレコウホネの保護活動を行っている。保護団体の仲仕上みどりの里は自治会であり、栃木市立大宮南小学校の水辺の生き物調査にも協力している。同市沼和田町では愛宕用水で2012年に発見され、以後有志による保護活動が行われていたが、平成27年9月関東・東北豪雨の復旧工事の過程で2016年に土砂とともに除去されてしまったため、有志が土砂の中からナガレコウホネの根を探し出し、元の自生地に植え戻した。
真岡市でも自治会が保全活動に取り組んでおり、真岡市当局は助成を行っている。